# Тейлор, Джеффри
Джеффри Бэррон Тейлор (англ. Geoffrey Barron Taylor; 4 февраля 1890, Торонто — 25 апреля 1915, Ипр, Западная Фландрия) — канадский гребец, двукратный бронзовый призёр летних Олимпийских игр 1908 года.
На Играх 1908 года в Лондоне Тейлор соревновался в четвёрках без рулевого и в восьмёрках. В обоих соревнованиях его экипажи разделяли третьи места и получили две бронзовые медали.